# Фридрих Леополд фон Дона-Райхертсвалде
Фридрих Леополд фон Дона-Райхертсвалде (на немски: Friedrich Leopold Burggraf und Graf zu Dohna-Reichertswalde; * 30 март 1738 в Райхертсвалде (Мораг), Силезия, Източна Прусия, Полша); † 7 май 1807 в Елбинг/Елбльонг, Полша) е бургграф и граф на Дона-Райхертсвалде.
Той е син на бургграф и граф Фридрих Лудвиг фон Дона-Райхертсвалде-Лаук (1697 – 1766) и третата му съпруга графиня Луиза Шарлота фон Дьонхоф (1711 – 1755), дъщеря на граф Богислав Фридрих фон Дьонхоф (1669 – 1742) и графиня София Шарлота фон Лендорф (1685 – 1756). Брат е на Карл Лудвиг (1739 – 1813).

## Фамилия
Фридрих Леополд фон Дона-Райхертсвалде се жени на 7 септември 1769 г. в Гилгенбург за Амалия Фридерика Финк фон Финкенщайн (* 17 април 1745, Гилгенбург; † 4 юни 1818), дъщеря на граф Фридрих Конрад Финк фон Финкенщайн (1713 – 1748) и графиня Мария Шарлота Луиза фон Шлибен (1721 – 1803). Те имат 10 деца:
- Фридрих Карл Кристоф (* 10 септември 1770, Райхертсвалде; † 9 февруари 1848, Райхертсвалде), неженен
- Луиза София Хенриета (* 10 септември 1771, Райхертсвалде; † 31 декември 1856, Елбинг)
- Шарлота София Каролина (* 1773, Райхертсвалде; † 1775, Райхертсвалде)
- Мария Шарлота (* 22 ноември 1774, Райхертсвалде; † 27 април 1823, Веескенит)
- Кристоф Емил Алекандер Леополд (* 22 ноември 1775, Райхертсвалде; † 4 февруари 1842, Елбинг), женен 1801 г. в Райхертсвалде за бурграфиня и графиня Отилия фон Дона-Лаук (* 3 февруари 1784; † 1 януари 1808), дъщеря на бургграф и граф Лудвиг фон Дона-Лаук (1733 – 1787) и графиня Амалия фон Валдбург (1753 – 1793); има два сина и дъщеря
- Амелия Фридерика (* 7 август 1777, Райхертсвалде; † 26 декември 1863, Дрезден), омъжена на 17 януари 1804 г. в Райхертсвалде за бургграф и граф Лудвиг фон Дона-Шлобитен (* 8 септември 1776; † 19 януари 1814)
- Георг Хайнрих Август (* 20 април 1779, Райхертсвалде; † 3 януари 1845, Дрезден), женен 1822 г. (развод 1830) за графиня Ангелика фон Дьонхоф (* 9 март 1794, Берлин; † 24 юни 1866, Берн)
- Луиза Албертина Каролина (* 1 август 1783, Райхертсвалде; † 12/13 октомври 1846, Кьонигсберг)
- Шарлота Елизабет Каролина Паулина (* 1785, Райхертсвалде; † 1786, Райхертсвалде)
- Елизабет Хенриета Каролина (* 17 март 1788, Райхертсвалде; † 30 януари 1877, Елбинг)